# 馬鈴
馬鈴（英語：Sleigh Bell／Jingle Bell），或稱叢鈴，亦有人稱雪鈴，是一種敲擊樂器，屬於體鳴樂器，它是一種簡單而具悠久歷史的敲擊樂器，現今更多常作幼兒教育或音樂訓練之用。
本來是牧人繫於牲口的小金屬鈴，免於走失。後來，馬鈴被用於民間舞蹈作伴奏之用，繼以再帶入世俗音樂、合奏音樂以及管絃樂中。多為球體，內有金屬球或金屬片，彼此撞擊而發聲，表面有一開口，令聲音可以從球體內出來。

## 外形

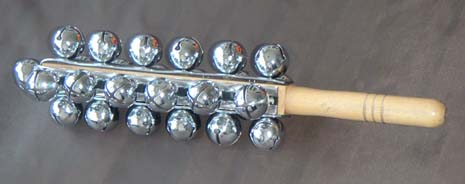
裝設在直身木條手柄的馬鈴，較常在專業的樂團中使用。

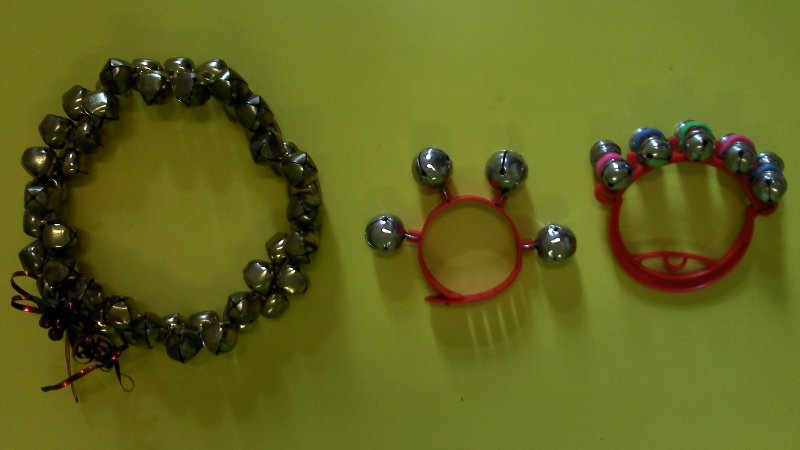
不同類形的普及式馬鈴。

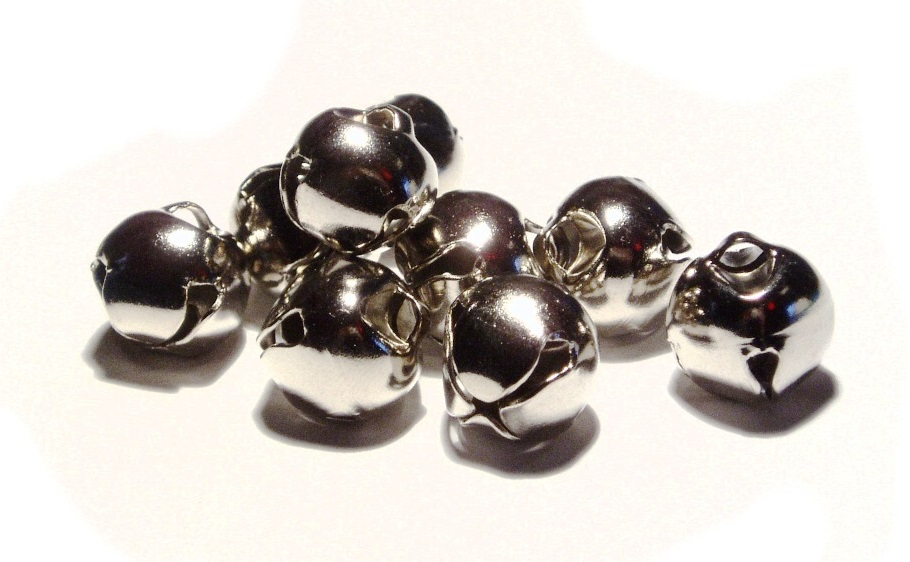
馬鈴是由幾個到數十個這種小金屬鈴所串連起來成為一叢，因此亦稱作叢鈴。

專業樂團現時多採用直手柄式的馬鈴,在1尺長的木棒上，將小金屬鈴圍繞木棒，留約1/3長度為手把。兒童所用馬鈴，系由6至8個鈴繫於環型的支撐。音色較單簿但仍能清楚聽見。

## 演奏方式
專業的演奏方式皆是將附有金屬鈴的一方下垂，一手持把手，另一隻手以拳輕敲持樂器的手腕，以非直接接觸樂器形式來保持鈴聲的一致性；如需要出持續鈴聲，則以搖動樂器方式演奏處理，但金屬鈴仍然處於樂器下方。大部份兒童採用的那種遊玩式舉高、金屬鈴朝上的演奏方式並不適合於正統的演奏上。

## 作品
莫扎特在晚期的《K605德國舞曲》中，便加入了多個被設定成不同音高的馬鈴和絃組合。馬勒的《第4號交響曲》首樂章，由馬鈴的獨奏開始，使樂章變得更有生氣。卡爾·奧爾夫在他的代表作《布蘭詩歌》中，第1部份的「店員，給我胭脂」(Chramer, gip die varwe mir)也運用了馬鈴，其幼兒音樂教育理論中，馬鈴是主要的輔助樂器。
馬鈴在聖誕歌曲中佔有非常重要的地方，既是節奏樂器，亦代表著牽引雪橇的鹿頸上繫上的金屬鈴。而其細密而鬆散的聲音能模仿冬天的雪花。